# NGC 5377
NGC 5377 ist eine Balken-Spiralgalaxie mit aktivem Galaxienkern vom Hubble-Typ SBa im Sternbild Jagdhunde am Nordsternhimmel. Sie ist schätzungsweise 84 Millionen Lichtjahre von der Milchstraße entfernt und hat einen Durchmesser von etwa 115.000 Lj.
Die Typ-II-Supernova SN 1992H wurde hier beobachtet.
Das Objekt wurde am 12. Mai 1787 von Wilhelm Herschel mit einem 18,7-Zoll-Spiegelteleskop entdeckt, der sie dabei mit „cB, extended 30 degrees sp-nf, BN, vg faint branch“ beschrieb.